# Livre de l'Afrique occidentale britannique
La livre de l'Afrique occidentale britannique est l'ancienne devise des colonies et mandats administrés par le Royaume-Uni dans le cadre de son Empire, en Afrique de l'Ouest. Introduite en 1907, cette monnaie disparaît en 1968.

## Histoire
Au XIXe siècle, la livre sterling est la principale monnaie circulante sur les territoires de l'Afrique occidentale britannique que sont la Côte-de-l'Or (Gold Coast, devenu le Ghana), la Gambie, le Nigeria, et le Sierra Leone.
En 1902, le Gouvernement britannique fait de la Native Currency Proclamation un moyen juridique coercitif pour obliger les habitants de ces territoires (surtout dans l'actuel Nigeria) à abandonner l'usage de la manille comme moyen d'échange au profit donc des pièces de monnaie.
Sans compter des émissions antérieures irrégulières produites en général par des compagnies coloniales, des frappes officielles spécifiques commencent en 1907 ; en décembre 1912, est fondé à Londres le West African Currency Board (« Institut monétaire ouest-africain ») chargé de fabriquer des billets distincts sur le plan formel de ceux de la Banque d'Angleterre : la livre destinée à l'Afrique occidentale britannique est également divisée en 20 shillings et 240 pence, et est à parité égale,.
Cette monnaie est adoptée temporairement par le Liberia entre 1907 et 1937, remplacée ensuite par le dollar américain jusqu'en 1943.
En 1919, après la disparition du Cameroun allemand et du Togoland, le Cameroun britannique l'adopte.
À partir de 1957, avec le processus de décolonisation, l'ensemble des pays membres de cette union monétaire quitte ce système pour créer leurs propres devises. Le dernier pays à abandonner cette monnaie est la Gambie, en 1965.
Cette devise est démonétisée le 31 mai 1968.

## Pièces de monnaie
En 1907, une pièce de 1/10e de penny en aluminium — parmi les premières au monde en circulation dans ce matériau — et une pièce de 1 penny en cupro-nickel sont frappées, les deux étant trouées en leur milieu. En 1908, la 1/10e de penny est fabriquée en cupro-nickel. En 1911, la pièce de ½ penny en cupro-nickel trouée est introduite. En 1913, sont lancées des pièces en argent de 3 et 6 pence, et de 1 et 2 shillings. À compter de 1920, pour ces dernières, le bronze remplace l'argent. En 1938, une grosse pièce en cupro-nickel valant 3 pence est fabriquée. En 1952, les pièces de 1/10e, ½ et 1 penny sont frappées en bronze. Après 1958, la production cesse.

## Billets de banque
En 1916, pour pallier la pénurie monétaire, le West African Currency Board fait imprimer des billets de 2, 10 et 20 shillings. En 1918, suit le billet de 1 shilling, dont la fabrication est autorisée par la Banque d'Angleterre. Après cette date, seuls les billets de 10 et 20 shillings sont fabriqués. En 1953, le billet de 100 shillings (5 £) est introduit. Les derniers billets de 20 shillings sortent des presses en 1962.